# Pestis eram vivus – moriens tua mors ero
Pestis eram vivus – moriens tua mors ero (latinul, jelentése: „Éltemben rontásod voltam, holtomban halálod leszek.”), szállóige, amelyet Luther Márton „Pestis eram vivus, moriens tua mors ero Papa.” formában mondott a halálos ágyán.
Ugyanezzel a mondással fejezte be Luther felett mondott gyászbeszédét Dr. Johannes Bugenhagen.